# マッシミリアーノ・アッレグリ
マッシミリアーノ・アッレグリ（Massimiliano Allegri, 1967年8月11日 - ）は、イタリア・リヴォルノ出身の元サッカー選手、現サッカー指導者。現役時代のポジションはミッドフィールダー。

## 経歴

### 現役時代
現役時代はミッドフィールダーで、1988-89シーズンにピサでセリエAでの初出場を果たした。1992-93シーズンのリーグ第2節、9月13日のACミラン戦でセリエA初得点を挙げると、同シーズンのセリエAで12ゴールを記録する活躍を見せたが、チームはセリエBに降格した。1993-94シーズンからセリエAのカリアリに移籍して3シーズンプレーした。その後はセリエBやセリエCなど様々なクラブを渡り歩き、2003年に現役引退。

### 指導者時代初期
2004年より指導者としてキャリアをスタート。2005年からセリエC1のグロッセートの監督となるも2006-07シーズンに途中解任。2007年8月、サッスオーロの監督に招聘され、優勝を果たしてセリエB昇格に成功。

### カリアリ
2008-09シーズン、セリエAでの監督経験がないまま、セリエAのカリアリの監督に就任。開幕後の5連敗で解任も噂されたが、FWロベルト・アクアフレスカ、ジェダ・ネヴェス、MFアンドレア・コッス、ダニエレ・コンティ、DFパオロ・ビアンコ、GKフェデリコ・マルケッティらの才能を存分に発揮させ、9位という好成績を収めた。この功績を評価され、年間最優秀監督に贈られる｢パンキーナ・ドーロ賞｣（金のベンチ）を受賞した（2010年2月）。コッスやマルケッティはイタリア代表に選出されるほどの活躍を見せている。2010年4月13日、成績不振で解任となった。

### ACミラン

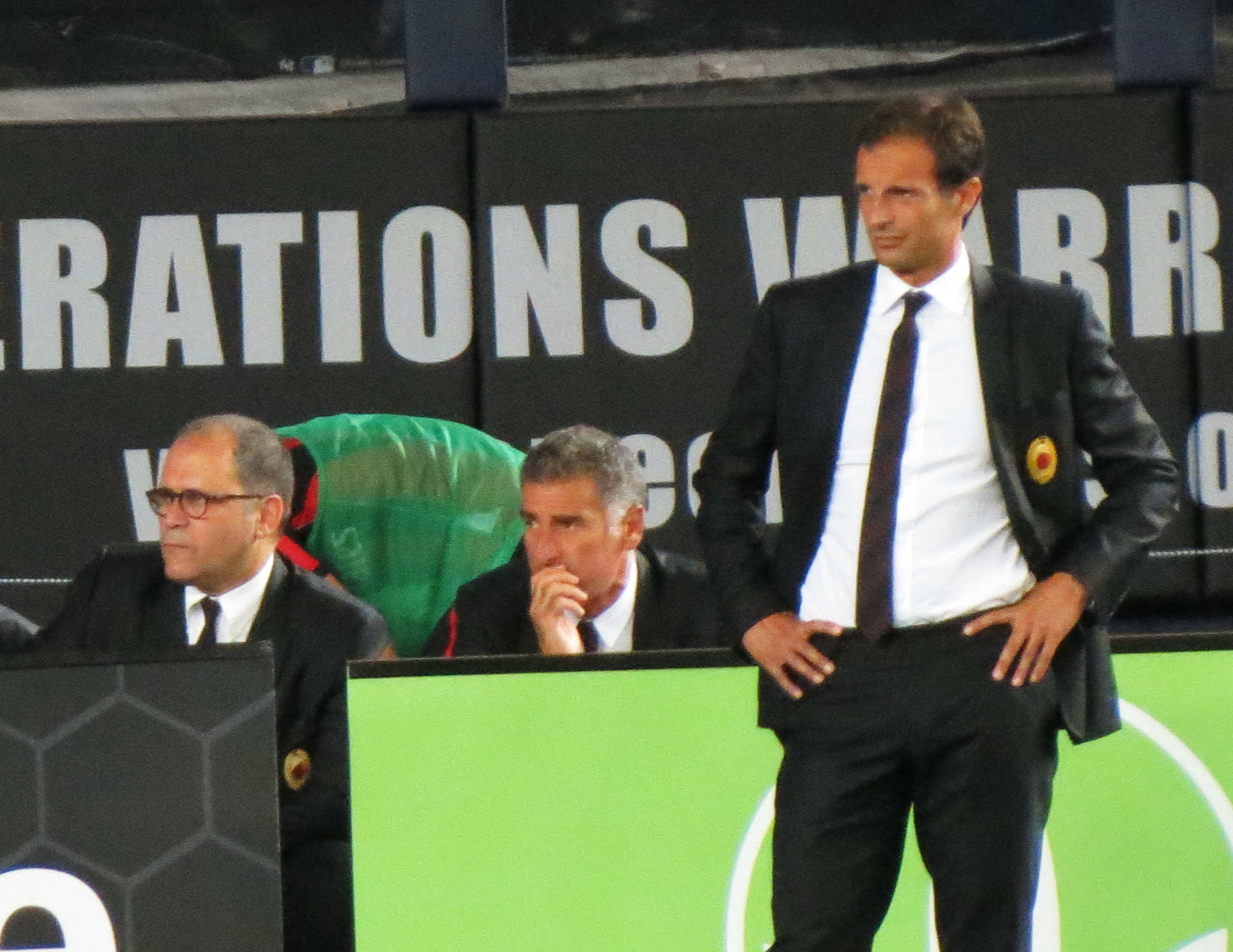
ACミランを率いるアッレグリ（右）

2010-11シーズンからACミランの監督に就任し、セリエA優勝を果たした。2011-12シーズンは優勝候補筆頭に挙げられたものの、ユヴェントスFCに逆転優勝を許し2位に終わった。2012-13シーズンはズラタン・イブラヒモビッチやチアゴ・シウバら主力が移籍するものの、ステファン・エル・シャーラウィらの若手を起用し、UEFAチャンピオンズリーグ出場圏内の3位に留まった。2013-14シーズンは不調が続き、2014年1月13日、成績不振により解任された。

### ユヴェントス
2014年7月、突然辞任 (後にイタリア代表監督に就任) したアントニオ・コンテの後任としてユヴェントスFCの監督に就任。ミラン最終年の成績不振やミラン在籍時代の発言によって、就任当初は批判や反発が強かったが、4試合を残して4連覇となるセリエA優勝を達成、さらにユヴェントスにとって20年ぶり10回目となるコッパ・イタリアを制覇。UEFAチャンピオンズリーグでは準決勝で前回覇者のレアル・マドリードと対戦。2試合合計3-2で下しユヴェントスを12年ぶりの決勝に導いたが決勝でFCバルセロナに一時1-1の同点にするも1-3で敗北した。このシーズンのパンキーナ・ドーロ賞を受賞している。
2015-16シーズン前にはカルロス・テベス、アンドレア・ピルロ、アルトゥーロ・ビダルといった主力を放出する一方、パウロ・ディバラ、マリオ・マンジュキッチ、サミ・ケディラ、アレックス・サンドロ、フアン・クアドラードといった新戦力を獲得し大幅な血の入れ替えを敢行した。SSラツィオとのスーペルコッパ・イタリアーナは制覇したものの、主力の怪我や新戦力が噛みあわなかったことから、クラブ史上初の開幕からの2連敗や開幕からの10試合で3勝3分4敗という不振ぶりであった。しかし、怪我人の復帰や新戦力がフィットしてきたこともあり、2015年10月31日のトリノFCとのトリノダービーからのクラブ新記録の15連勝で首位に浮上。その後1度の引き分けを挟むと9連勝。3試合を残して4月25日に優勝を決め、セリエA史上4チーム目となる5連覇に導いた。UEFAチャンピオンズリーグでは、6回連続となる決勝トーナメント進出を果たすも、ベスト16で強豪バイエルン・ミュンヘンと対戦。ホームアウェー共に2-2、180分で合計4-4のスコアとなり延長戦にもつれこんだ。しかし、延長戦で2点を決められベスト16で敗退した。2016年5月7日にユヴェントスFCと2018年までの契約延長を発表。年俸は550万ユーロとセリエAの中で最も高額な年俸の監督となった
2016-17シーズン前半戦は首位を走るものの、低調な内容の試合が多かったが、後半戦でゴンサロ・イグアイン、パウロ・ディバラ、マリオ・マンジュキッチ、フアン・クアドラードの4人のアタッカーを並べる「4-2-3-1」のフォーメーションが機能。そのまま首位を走り、2017年5月21日、セリエA史上初となるリーグ六連覇を達成。コッパ・イタリアでは決勝に勝ち進み、2017年5月17日のSSラツィオ戦で2-0の勝利。史上初となるコッパ・イタリア三連覇と3年連続の国内二冠を達成した。UEFAチャンピオンズリーグ 2016-17では準々決勝でFCバルセロナを二試合合計3-0で破るなどし自身2度目の決勝進出。決勝ではレアル・マドリードとの対戦になったが、1-4で敗戦し三冠達成はならなかった。2016-17シーズン後、2020年まで契約を延長。その後国内リーグは連覇を続けたもの、チャンピオンズリーグに関しては結果を残すことで出来ず、特にクリスティアーノ・ロナウドを加えた2018-19シーズンも準々決勝で敗退するなど、手腕を疑問視される形となり、2019年5月17日に同シーズンで退任することが発表された。

### ユヴェントス（2期）
2021年5月28日、2年間の休息を経て前所属であるユヴェントスFCの監督に就任することが発表された。

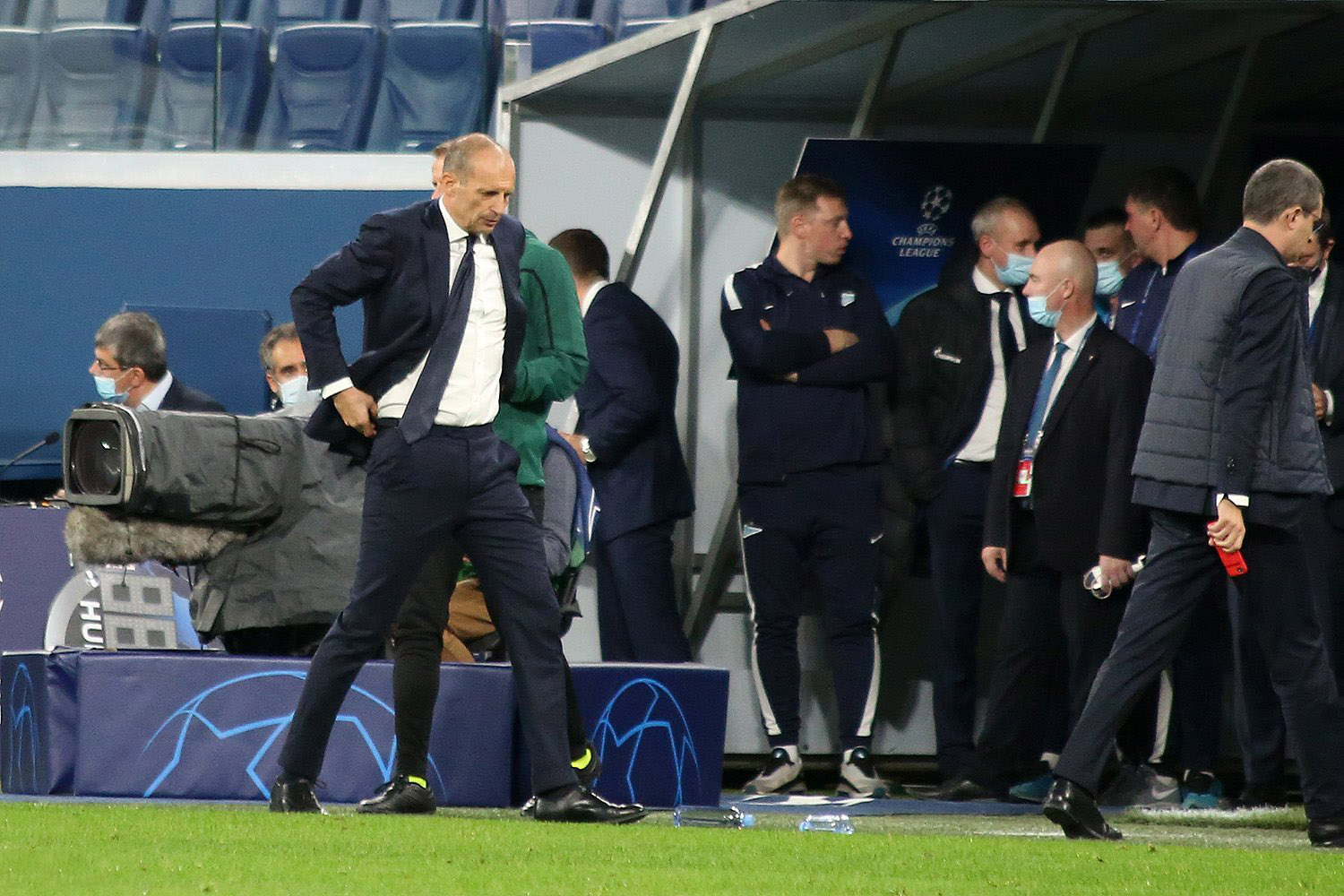
UEFA CL ゼニト・サンクトペテルブルク戦でのアッレグリ（2021年10月）

2022年5月12日、ユヴェントスはコッパ・イタリア決勝でインテル・ミラノと対戦し、延長戦の末に2-4で敗れた。リーグ戦ではスクデット争いから脱落し、イタリア杯の2連覇も逃したことでユヴェントスは2010-11シーズン以来の無冠となった。
2023年1月12日にはナポリと対戦するも、1-5の大敗を喫した。ユヴェントスがセリエAで5失点をするのは1993年のペスカーラ戦以来であり、奇しくも30年前のその試合で先制点を決めたのは、ぺスカーラの選手としてプレーしていたアッレグリ自身であった。
2024年2月25日、フロジノーネとホームで対戦して3-2の勝利を飾った。これにより、アッレグリはセリエA史上初めて通算獲得勝点「1000」達成。セリエA史上最も多くの勝点を獲得した。
5月15日、コッパ・イタリア決勝でアタランタに1-0で勝利し3シーズンぶりのタイトルを獲得し、アッレグリは同大会において最も優勝回数の多い監督になった。しかし、試合中の行動（審判への侮辱やスタジアムの照明破壊、ユヴェントスのスポーツディレクターに対する無礼な態度など）が問題視されスポーツ裁判所から2試合の資格停止と罰金処分が言い渡された。さらに、17日にユヴェントスは『コッパ・イタリア決勝戦の最中とその後にユヴェントスの価値観や、ユヴェントスを代表する者が守るべき行動と相容れない行為があったとクラブが判断した』との声明を出すとともに解任された。

### ACミラン（2期）
2025-26シーズンより、ACミラン監督に11年ぶりの復帰。

## エピソード
- 競馬を好んでおり、5歳の頃から祖父とともに競馬場に通っていたほどである。子供のころ、「ミネソタ」という馬に賭けるのを決めた際にブックメーカーに｢その賭けが当たるより君がセリエAの監督になって成功する方が高いよ｣と言われた。しかし、見事「ミネソタ」は勝利。その後、監督としてミランやユヴェントスでタイトルを獲得し、両方を実現させたことになる。2021年にユヴェントスがアッレグリの復帰を発表する前にミネソタ州の絵を公式Twitterに投稿してほのめかしたのはこのエピソードにちなんでいる[18]。

## 監督成績
2024年5月18日現在
| チーム       | 国           | 就任          | 退任           | 記録 | 記録 | 記録 | 記録 | 記録  | 記録 | 記録 | 記録   |
| チーム       | 国           | 就任          | 退任           | 試   | 勝   | 分   | 敗   | 得    | 失   | 差   | 勝率   |
| ------------ | ------------ | ------------- | -------------- | ---- | ---- | ---- | ---- | ----- | ---- | ---- | ------ |
| アリアネーゼ | イタリアの旗 | 2003年7月1日  | 2004年6月30日  | 38   | 10   | 13   | 15   | 30    | 35   | −5   | 026.32 |
| SPAL         | イタリアの旗 | 2004年7月1日  | 2005年5月30日  | 40   | 13   | 15   | 12   | 47    | 41   | +6   | 032.50 |
| グロッセート | イタリアの旗 | 2005年7月19日 | 2005年10月29日 | 11   | 2    | 6    | 3    | 9     | 10   | −1   | 018.18 |
| グロッセート | イタリアの旗 | 2006年4月17日 | 2006年10月29日 | 17   | 4    | 9    | 4    | 19    | 18   | +1   | 023.53 |
| サッスオーロ | イタリアの旗 | 2007年7月17日 | 2008年5月28日  | 42   | 23   | 6    | 13   | 46    | 32   | +14  | 054.76 |
| カリアリ     | イタリアの旗 | 2008年5月29日 | 2010年4月13日  | 74   | 27   | 15   | 32   | 106   | 113  | −7   | 036.49 |
| ACミラン     | イタリアの旗 | 2010年6月25日 | 2014年1月13日  | 179  | 92   | 49   | 38   | 303   | 178  | +125 | 051.40 |
| ユヴェントス | イタリアの旗 | 2014年7月16日 | 2019年5月26日  | 271  | 191  | 43   | 37   | 511   | 195  | +316 | 070.48 |
| ユヴェントス | イタリアの旗 | 2021年7月1日  | 2024年5月17日  | 149  | 80   | 34   | 35   | 221   | 138  | +83  | 053.69 |
| 合計         | 合計         | 合計          | 合計           | 822  | 442  | 190  | 190  | 1,301 | 769  | +532 | 053.77 |

## タイトル

### 選手
リヴォルノ
- コッパ・イタリア・セリエC : 1回 (1986-87)

アリアネーゼ
- セリエD : 1回 (2001-02)

### 指導者
サッスオーロ
- セリエC：1回 (2007-08)

ACミラン
- セリエA：1回 (2010-11)
- スーペルコッパ・イタリアーナ：1回 (2011)

ユヴェントス
- セリエA：5回 (2014-15, 2015-16, 2016-17, 2017-18, 2018-19)
- コッパ・イタリア：5回 (2014-15, 2015-16, 2016-17, 2017-18, 2023-24)
- スーペルコッパ・イタリアーナ：2回 (2015, 2018)

個人
- セリエA年間最優秀監督賞 : 4回 (2010-11, 2014-15, 2015-16, 2017-18)
- エンツォ・ベアルツォット賞（英語版） : 2015
- ガゼッタ・スポーツ賞（英語版） – 年間最優秀コーチ部門 : 2018[20]
- イタリアサッカー殿堂（英語版） : 2018
- セリエA月間最優秀監督（英語版） : 2回 (2022年11月, 2023年11月)